# Костевич, Сергей Викторович
Сергей Викторович Костевич (род. 17 ноября 1986, Рыльск, Курская область) — футбольный судья всероссийской категории.
Начал работать судьёй на профессиональном уровне в 2008 году. В 2012—2015 годах отработал главным судьёй на 10 матчах чемпионата России. Дебютировал 27 октября 2012 в матче «Волга» НН — «Краснодар» (1:1). Последний матч провёл 27 сентября 2015 («Крылья Советов» — «Динамо» М 0:0). До 2008 года представлял город Рыльск, с 2009 — Курск.
Пожизненно отстранен от футбола за договорной матч «Чайка» — «Ангушт»